# Light
Light – album zespołu DachaBracha wydany w 2010 roku nakładem wytwórni Shugar Studio.

## Lista utworów
1. "Сухий дуб" – 6:29
2. "Specially for you" – 6:65
3. "Карпатський реп" – 5:57
4. "Жаба" – 8:14
5. "Тьолки" – 3:46
6. "Колискова" – 5:47
7. "Baby" – 7:31
8. "Please don't cry (кавер Concord Dawn)" – 6:15
9. "Бувайте здорові" – 8:30

### Twórcy
- Nina Harenećka – wokal, wiolonczela, bębny
- Iryna Kowałenko – śpiew, jumbo, perkusja, bębny, żalijka, dudy, flet, akordeon
- Ołena Cybulśka – wokal, instrumenty perkusyjne, bębny, harmonijka
- Marko Hałanewycz – śpiew, darbuka, tabli, didgeridoo, puzon, akordeon, design
- Jura Chustoczka – programowanie (2,5), gitara (7), sitar (9), producent dźwięku

### Personel
- Wład Troicki – producent
- Iryna Horban – menadżer artystyczny
- Ilja Hałuszko – mastering